# Michael Morrissey (Bischof)

Bischofswappen von Michael Morrissey

Michael Morrissey (* 9. September 1952 in Yalgoo, Western Australia, Australien) ist ein australischer Geistlicher und römisch-katholischer Bischof von Geraldton.

## Leben
Michael Morrissey empfing am 31. Januar 1981 das Sakrament der Priesterweihe.
Am 15. Mai 2017 ernannte ihn Papst Franziskus zum Bischof von Geraldton. Der Erzbischof von Perth, Timothy Costelloe, spendete ihm am 28. Juni desselben Jahres die Bischofsweihe; Mitkonsekratoren waren James Hickey, emeritierter Erzbischof von Perth, und der emeritierte Bischof von Geraldton, Justin Joseph Bianchini. Vom 28. August 2021 bis zum 4. Dezember 2024 war Morrissey zudem Apostolischer Administrator des vakanten Bistums Broome.